# Élections sénatoriales de 2008 en Corse-du-Sud
Les élections sénatoriales en Corse-du-Sud ont eu lieu le dimanche 21 septembre 2008. Elles ont eu pour but d'élire le sénateur représentant le département au Sénat pour un mandat de six années.

## Contexte départemental
Lors des élections sénatoriales du 27 septembre 1998 en Corse-du-Sud, un sénateur divers gauche a été élu.
Depuis, tous les effectifs du collège électoral des grands électeurs ont été renouvelés, avec les élections législatives françaises de 2007, les élections régionales françaises de 2004, les élections cantonales de 2004 et 2008 et les élections municipales françaises de 2008.

## Rappel des résultats de 2001
|                | Nicolas Alfonsi   | PRG            | 190 | 55,56  |  |  |
|                | Philippe Ceccaldi | DVD            | 135 | 39,47  |  |  |
|                | Paul Borelli      | PCF            | 17  | 4,97   |  |  |
|                |                   |                |     |        |  |  |
| Inscrits       | Inscrits          | Inscrits       | 354 | 100,00 |  |  |
| Abstentions    | Abstentions       | Abstentions    | 4   | 1,13   |  |  |
| Votants        | Votants           | Votants        | 350 | 98,87  |  |  |
| Blancs et nuls | Blancs et nuls    | Blancs et nuls | 8   | 2,26   |  |  |
| Exprimés       | Exprimés          | Exprimés       | 342 | 96,61  |  |  |

Louis-Ferdinand de Rocca Serra (DL), élu en 1998, ayant été déchu de ses fonctions par le Conseil constitutionnel, une élection partielle a lieu le 2 décembre 2001 et est remportée par Nicolas Alfonsi (PRG).

## Sénateur sortant
| Sénateur | Sénateur        | Parti | Fonctions lors de l'élection en 2001 |
| -------- | --------------- | ----- | ------------------------------------ |
|          | Nicolas Alfonsi | PRG   | Conseiller général, maire de Piana   |

## Présentation des candidats et des suppléants
Le nouveau représentant est élu pour une législature de 6 ans au suffrage universel indirect par les 361 grands électeurs du département. En Corse-du-Sud, le sénateur est élu au scrutin majoritaire à deux tours. Le nombre reste inchangé, 1 sénateur est à élire. Ils sont 3 candidats dans le département, chacun avec un suppléant.
| T/S | Candidats | Candidats              | Parti | Principale fonction                          |
| --- | --------- | ---------------------- | ----- | -------------------------------------------- |
| T   |           | Natacha Pimenoff       | PCF   | Conseillère municipale d'Ajaccio             |
| S   |           | Michel Tramoni         | PCF   | Maire de Bilia                               |
| T   |           | Nicolas Alfonsi        | PRG   | Sénateur sortant, conseiller général         |
| S   |           | Madeleine Mozziconacci | PRG   | Conseillère territoriale                     |
| T   |           | Antoine Giorgi         | UMP   | Conseiller exécutif, maire de Serra-di-Ferro |
| S   |           | Michel Pinelli         | UMP   | Conseiller général, maire de Sari-d'Orcino   |

## Résultats
|                | Nicolas Alfonsi  | PRG            | 187 | 54,20  |  |  |
|                | Antoine Giorgi   | UMP            | 139 | 40,29  |  |  |
|                | Natacha Pimenoff | PCF            | 19  | 5,51   |  |  |
|                |                  |                |     |        |  |  |
| Inscrits       | Inscrits         | Inscrits       | 361 | 100,00 |  |  |
| Abstentions    | Abstentions      | Abstentions    | 3   | 0,83   |  |  |
| Votants        | Votants          | Votants        | 358 | 99,17  |  |  |
| Blancs et nuls | Blancs et nuls   | Blancs et nuls | 13  | 3,60   |  |  |
| Exprimés       | Exprimés         | Exprimés       | 345 | 95,57  |  |  |